# Sông Ubangi

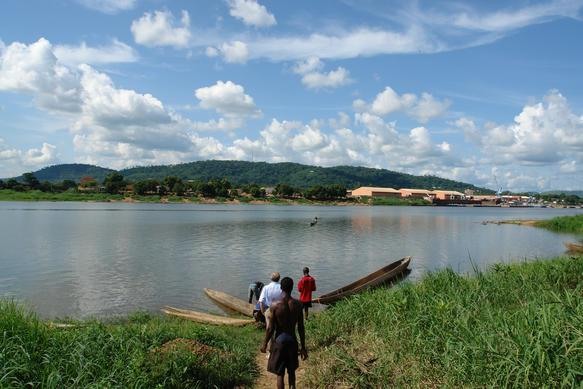
Sông Ubangi ở ngoại ô Bangui

Sông Ubangi, cũng viết Oubangi, (/juːˈbæŋɡi/ hay /uːˈbæŋɡi/) là một con sông ở miền trung châu Phi; đây là phụ lưu chính của sông Congo.

## Địa lý
Sông Ubangi bắt đầu ở Yakoma ở phía bắc Cộng hòa Dân chủ Congo chỗ hợp lưu của hai con sông Uélé và Mbomou. Từ đó sông Ubangi chảy theo hướng tây bắc, làm biên giới tự nhiên giữa Cộng hòa Dân chủ Congo và Cộng hòa Trung Phi. Đến gần Fort de Possel thuộc Trung Phi thì sông Ubangi chuyển sang hướng tây nam, chảy giữa hai quốc gia Cộng hòa Dân chủ Congo và Cộng hòa Congo. Sau đó sông Ubangi đổ vào sông Congo gần hồ Tumba ở tây bắc Cộng hòa Dân chủ Congo. Chiều dài tổng cộng là 1.130 km (700 mi) với lưu vực 613.202 km vuông Lưu trữ ngày 15 tháng 5 năm 2007 tại Wayback Machine.
Tàu bè có thể đi lại ở hạ lưu sông Ubangi khoảng 600 km từ sông Congo lên đến Bangui. Đây là thủy lộ chính cho các tàu bè giao thông ngược xuôi Bangui và Brazzaville.

## Dự án chuyển nước
Khoảng thập niên 1960, có ý kiến dẫn nước sông Ubangi vào sông Chari hầu thêm nước cho hồ Tchad đang cạn dần. Chủ trương của dự án này là cố hồi sinh ngư nghiệp và nông nghiệp cho hàng triệu người vùng Sahel nhưng rồi dự án không xúc tiến. Đến thập niên 1980-90 Công ty Bonificia của Ý và kỹ sư Umolu, người Nigeria lại đề nghị chuyển nước từ lưu vực sông Ubangi sang sông Chari. Ủy ban Thủy vực hồ Tchad (LCBC-Lake Chad Basin Commission) năm 1994 cũng đề nghị thực hiện công trình "cứu" hồ Tchad. Lời kêu gọi này được chính phủ các quốc gia khu vực quyết định theo đuổi. Tháng Tư năm 2008 Ủy ban đề thỉnh Ngân hàng Quốc tế giúp tài trợ cuộc nghiên cứu sơ khởi để xét mức khả thi của dự án.